# Aceglutamid
Aceglutamid je psihostimulans i nutropik koji se koristi za poboljšanje memorije i koncentracije. Hemijski, on je acetilni derivat aminokiseline -glutamina.
So aceglutamid aluminijum (KW-110, ili Glumal) je efektivna u tretmanu čireva.
Aceglutamid se takođe može koristiti kao izvor glutamina koji je stabilian u tečnom stanju.